# Eucalyptus fitzgeraldii
Eucalyptus fitzgeraldii là một loài thực vật có hoa trong Họ Đào kim nương. Loài này được Blakely mô tả khoa học đầu tiên năm 1934.